# رالف كليم
رالف كليم (بالإنجليزية: Ralph Clem)‏ هو ضابط أمريكي، ولد في 9 أكتوبر 1943.